# Пеэду (Элва)
Пе́эду (эст. Peedu) — отдельно стоящий район города Элва, уезд Тартумаа, Эстония.

## География и природа
Расположен у железной дороги Тарту–Валга, в долине реки Элва, одной из самых чистых рек Эстонии.
На территории Пеэду находится часть природного парка Элва, основанного в 2016 году.
С геоботанической точки зрения Пеэду — это субрегион Отепяской возвышенности. Растительность здесь представляет собой мозаику из небольших участков, повторяющих форму рельефа. Мягко текущая река Элва окружена пойменными лугами. Благодаря песчаным отложениям, принесенным сюда в послеледниковый период, на большей части территории Пеэду растут сосны, возраст самых старых из которых составляет около двух сотен лет.
В Пеэду находится небольшое городище Керикмяги (высота 11—16 метров). Обнаруженные при раскопках Керикмяги в 1938 году артефакты (керамика, обломки мечей, нож, ножницы, подковообразная сакта) относятся к VIII—X векам.  Недалеко от Пеэду находится холм Вапрамяги (высота 78 м).
Климат умеренный. Почтовый индекс — 61508.

## История
Первые письменные сведения о Пеэду относятся к ревизии земель Ливонии 1638 года, где говорится о двух мельницах, которые располагались друг против друга на разных берегах реки Элва, и мельник которых Андрес платил владельцу мызы Мойзекюль (нем. Moiseküll, Мыйзакюла, эст. Mõisaküla mõis) за течение реки с одной стороны четыре риксдалера и с другой стороны — откормленную свинью и бочку пива. Упомянутые мельницы сохранились до настоящего времени — это мельницы Пеэду и Нути. Они были обозначены на географической карте 1684 года.
В начале XX века на месте современного Пеэду рос лес, на юго-западе находились дома помощника лесничего. Вне леса, на так называемом «Японском островке, стояли ещё два дома. В то время это место носило название поселение Нути волости Пангоди.
В 1910 году лес был поделен на грунты и передан Тартускому обществу дачников. На некоторое время развитие Пеэду прервали Первая мировая и Эстонская освободительная войны. В 1925 году выделенные из государственного леса земельные грунты стали сдавать в аренду тартуским предпринимателям, врачам, адвокатам, фабрикантам и учителям. В том же году железнодорожная остановка Пеэду была перенесена со своего первоначального места на нынешнее; был построен вокзал, где продавали билеты и находился телефонный переговорный пункт. Для управления и организации развития поселения Нути весной 1926 года было образовано «Общество управления летним курортом Пеэду», которое действовало до его принудительной ликвидации в 1945 году. В 1927 году на улице Канарбику отрылось почтовое отделение, которое в 1933 году перевели в здание вокзала. В 1934 году был построен мост Кикканийду через реку Элва. Отдыхающих обслуживали несколько магазинов, киоски мороженого и лимонада. В 1934 году было основано Добровольное пожарное общество Пеэду.
В 1936 году поселение Нути переименовали в летний курорт Пеэду (эст. Peedu suvituskoht). В целях рекламы курорта была издана брошюра «Летний курорт Пеэду в Тартумаа». В Тарту фотографии Пеэду вывешивались в витринах магазинов. Был составлен обязательный регламент здравоохранения, который гарантировал соответствие сдаваемых в аренду помещений установленным требованиям; требовали бороться с туберкулезом среди окрестных коров; была осуществлена электрификация домов и проведено освещение дорог. К 1937 году Пеэду стал одним из самых популярных летних курортов Тартумаа. Летом в посёлке проживало более 700 отдыхающих, постоянных жителей насчитывалось около 100 человек. Весной 1939 года по инициативе профессора лесного хозяйства Оскара Даниэля в Пеэду было посажено 558 декоративных деревьев и кустов. В том же году Пеэду вошёл в состав волости Элва.
В советское время Пеэду относился в Элваскому сельсовету. В 1949 году на бывшей даче людей, депортированных на восток и бежавших на запад, открылись амбулатория  для детей и взрослых, больных туберкулёзом, и детский туберкулёзный санаторий. Санаторий действовал до 1968 года включительно, затем в его зданиях работало Элваское отделение Тартуской районной больницы.
В 1958 году Пеэду был объединён с городом Элва. До начала 1970-х годов в Пеэду работали шерстяная фабрика и отделение связи. В 1990 году в одном из пустовавших зданий больницы была открыта Пеэдуская начальная школа. В 1991 году больница переехала в Элва, зданием Пеэдуской школы стала бывшая дача офтальмолога Оскара Курикса, а в старом школьном здании разместился детский сад.
В 1993 году была основана некоммерческая организация «Пеэду Корралдуссельтс» (Peedu Korraldusselts), уставной целью которой является защита благополучия жителей Пеэду и содействие лучшей организации жизни в районе. Общество имеет свой флаг и герб.
В 1948–1991 годах в Пеэду работала Государственная племенная ферма белых свиней.

## Инфраструктура
В районе работают отделение Элваского городского детского сада «Ыннесеэн» (эст. Õnneseen — «Счастливый гриб»), начальная школа (подразделение Тартуской частной школы) и дом престарелых «Oskar Alliku Kodu» ; есть остановочный пункт железной дороги; действуют Пеэдуское распорядительное общество (эст. Peedu Korraldusselts) и Общество Пеэдуской школы (эст. Peedu Kooli Selts).
Новое школьное здание в Пеэду было построено в 2015 году.

## Комментарии
1. ↑  Эстонские топонимы, оканчивающиеся на -а, не склоняются и не имеют женского рода (исключение — Нарва)